# Champ Car
Champ Car (abréviation de « Championship Car ») est un terme générique qui a longtemps désigné les voitures du championnat américain de monoplaces, notamment lorsque ce dernier était organisé par l'American Automobile Association (AAA) puis l'United States Auto Club (USAC). 
De 2004 à 2007, c'était le nom officiel du championnat organisé par l'OWRS (Open Wheel Racing Series), l'organisme qui a succédé au CART (Championship Auto Racing Teams), championnat américain fondé en 1979. Il a été annoncé le 22 février 2008 que ce championnat est absorbé par son rival, l'IndyCar Series.

## Historique
La création du Champ Car remonte à l'année 1979. Jusqu'à cette date, le championnat national de monoplace américain était organisé par l'USAC (United States Auto Club), qui lui-même avait succédé à l'AAA (American Automobile Association). Cependant, dès 1978, de profondes divergences font leur apparition entre l'USAC et les principales écuries engagées. Ces dernières décident alors de créer leur propre championnat : le CART (Championship Auto Racing Teams). En 1979, deux championnats vont ainsi être organisés en parallèle : le CART et l'USAC. Mais malgré l'allégeance à l'USAC des 500 Miles d'Indianapolis et du légendaire pilote A.J. Foyt, le CART s'impose facilement, et devient à partir de 1980, l'unique championnat de monoplace de référence aux États-Unis. 
Le CART va ainsi prospérer pendant près de 15 années, en tentant de s'internationaliser et parvenant à faire de l'ombre à la Formule 1 aux États-Unis. En référence aux 500 Miles d'Indianapolis, l'épreuve phare de la saison, qui a rejoint le giron du CART en 1983, les voitures du CART sont alors communément désignées sous l'appellation « Indy Car ». Le nom officiel du championnat sera même un temps CART PPG IndyCar World Series.
Mais l'âge d'or du CART arrive à son terme en 1996, lorsque les organisateurs de l'Indianapolis 500 décident de retirer leur épreuve du CART et de créer leur propre championnat, l'IRL (rebaptisé IndyCar Series en 2003). Même si dans un premier temps cette décision apparaît sans conséquence pour le CART, le championnat va progressivement s'affaiblir, avec le départ de plusieurs écuries pour l'IndyCar (Ganassi, Penske, Kool Green…). Le CART ira jusqu'à faire faillite à l'issue de la saison 2003, il est alors racheté par des propriétaires d'écuries qui le rebaptisent officiellement « Champ Car World Series ».
La principale formule de promotion de la série est alors le Champ Car Atlantic Championship.
Le 22 février 2008, les responsables du Champ Car annoncent la disparition du championnat et la réunification avec l'IRL, les dernières écuries restantes rejoignent dès lors l'IndyCar Series.

## Grandes lignes du règlement
Règlement en vigueur lors de la saison 2007

### Règlement technique
Le règlement technique du Champ Car faisait la part belle au pilotage et à la stratégie en course des équipes en limitant de manière radicale l'utilisation des techniques de pointe :

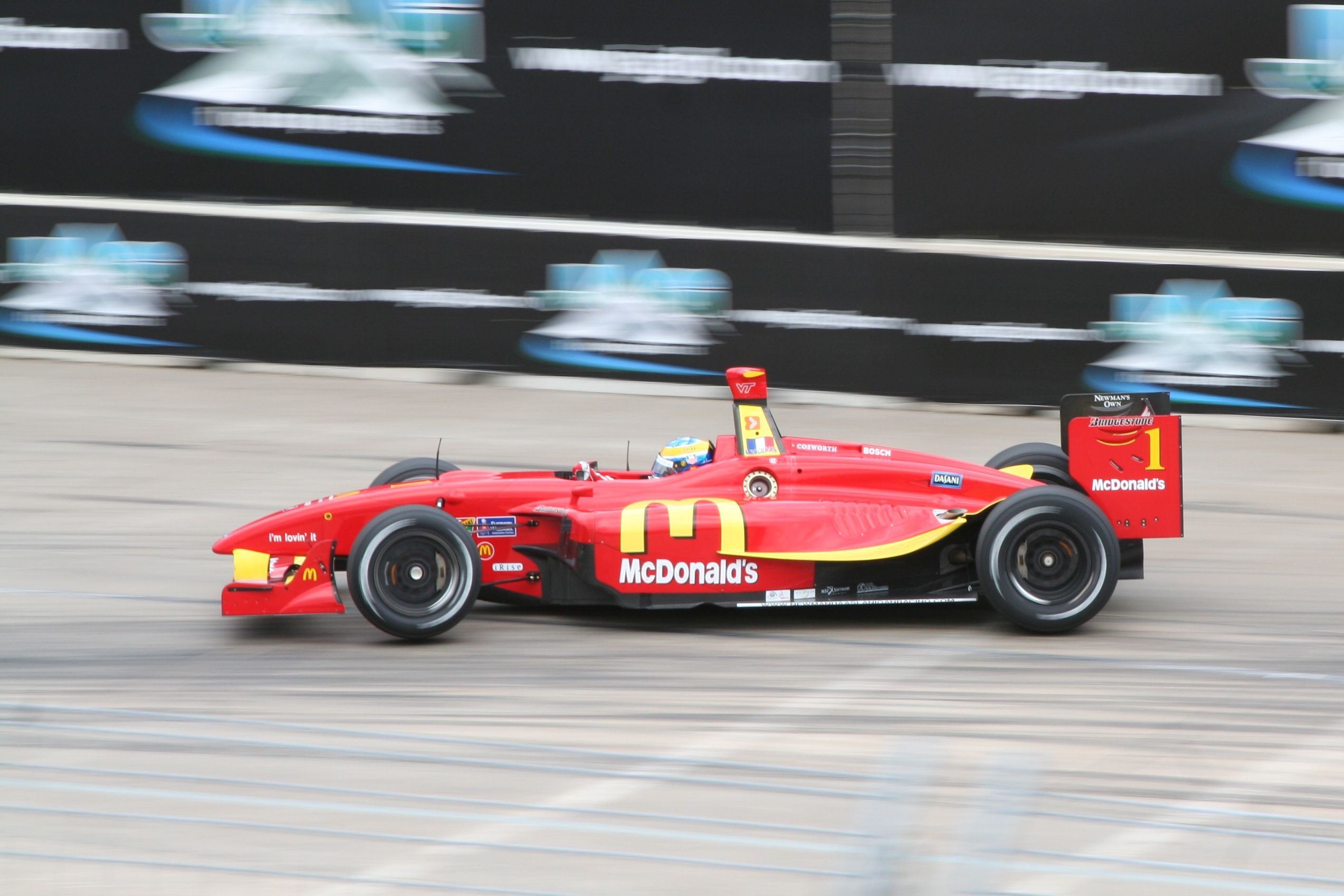
Sébastien Bourdais à Houston en 2007

- Matériel identique pour tous les pilotes : les coûts étaient ainsi limités et le rôle du pilote revalorisé. En 2007, les châssis Lola, utilisés depuis 2005 avec un moteur Ford-Cosworth, furent remplacés par de nouvelles voitures conçues par le constructeur américain Panoz. Ce changement faisait partie des étapes de la transformation de la série visant à lui redonner sa popularité d'antan. Les voitures étaient dorénavant équipées d'une boite semi-automatique à sept rapports (commandes au volant par palettes) et motorisées par des V8 de 2,65 litres (fournis par Cosworth) équipés de turbocompresseurs avec limiteur de pression calibré à 1,5 Bar.
- Développement aérodynamique limité : cela permettait de garder un écart raisonnable entre les équipes et donner une chance à tous de faire de bons résultats. Les équipes pouvaient travailler sur deux secteurs : les amortisseurs et le différentiel, ils étaient le nerf de la guerre avec les pilotes, dans la course aux victoires en Champ Car.
- Aucune aide électronique au pilotage embarquée autorisée.
- Pneus fournis par Bridgestone à tous les concurrents et obligation d'utiliser deux qualités de gomme par course : dure et tendre (les pneus tendres se reconnaissaient par leurs flancs colorés de rouge).
- Obligation d'utiliser du méthanol comme carburant : depuis 1964, cette obligation fit suite à un accident mortel où deux pilotes furent très gravement brûlés.

### Qualification
La qualification se déroulait en deux séances. Le pilote qui réussissait le meilleur temps de la première est assuré de partir en première ligne le jour de la course. En clair s'il réussissait le meilleur temps de la deuxième séance, il partait premier sinon il partait en deuxième position sur la grille. Un point était attribué au vainqueur de chacune des deux séances qualificatives.

### Attribution des points
Les 20 premiers pilotes marquaient des points de la manière suivante : 
31 pts pour la victoire, 27 pts pour la 2e place, 25 pts pour la 3e place, puis 23 - 21 - 19 - 17 - 15 - 13 -11 - 10 - 9 - 8 - 7 - 6 - 5 - 4 - 3 - 2 - 1.
Un point bonus était marqué par l’auteur du meilleur temps au tour en course et un autre par celui qui gagnait le plus de places du départ à l'arrivée. Un pilote pouvait donc espérer gagner jusqu'à 34 points par weekend de course (avec les 2 points des qualifications).

## Palmarès

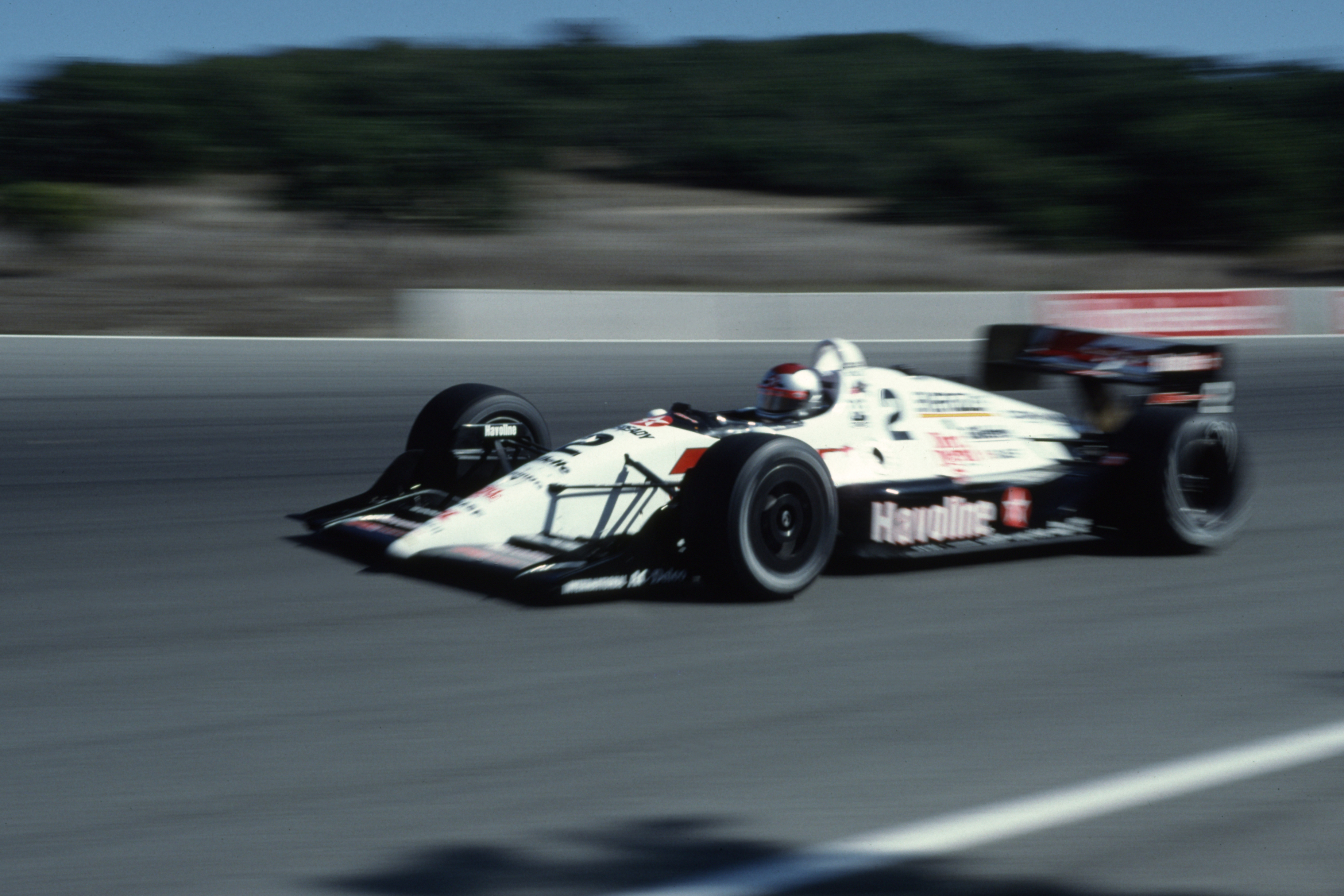
Michael Andretti en octobre 1991 à Laguna Seca

| Année | Champion           | Nationalité | Écurie                   |
| ----- | ------------------ | ----------- | ------------------------ |
| 1979  | Rick Mears         | États-Unis  | Team Penske              |
| 1980  | Johnny Rutherford  | États-Unis  | Chaparral Racing         |
| 1981  | Rick Mears         | États-Unis  | Team Penske              |
| 1982  | Rick Mears         | États-Unis  | Team Penske              |
| 1983  | Al Unser           | États-Unis  | Team Penske              |
| 1984  | Mario Andretti     | États-Unis  | Newman/Haas Racing       |
| 1985  | Al Unser           | États-Unis  | Team Penske              |
| 1986  | Bobby Rahal        | États-Unis  | Truesports               |
| 1987  | Bobby Rahal        | États-Unis  | Truesports               |
| 1988  | Danny Sullivan     | États-Unis  | Team Penske              |
| 1989  | Emerson Fittipaldi | Brésil      | Patrick Racing           |
| 1990  | Al Unser Jr        | États-Unis  | Galles-Kraco Racing      |
| 1991  | Michael Andretti   | États-Unis  | Newman/Haas Racing       |
| 1992  | Bobby Rahal        | États-Unis  | Rahal/Hogan              |
| 1993  | Nigel Mansell      | Royaume-Uni | Newman/Haas Racing       |
| 1994  | Al Unser Jr        | États-Unis  | Team Penske              |
| 1995  | Jacques Villeneuve | Canada      | Player's Green Racing    |
| 1996  | Jimmy Vasser       | États-Unis  | Chip Ganassi Racing      |
| 1997  | Alessandro Zanardi | Italie      | Chip Ganassi Racing      |
| 1998  | Alessandro Zanardi | Italie      | Chip Ganassi Racing      |
| 1999  | Juan Pablo Montoya | Colombie    | Chip Ganassi Racing      |
| 2000  | Gil de Ferran      | Brésil      | Marlboro Team Penske     |
| 2001  | Gil de Ferran      | Brésil      | Marlboro Team Penske     |
| 2002  | Cristiano da Matta | Brésil      | Newman/Haas Racing       |
| 2003  | Paul Tracy         | Canada      | Player's/Forsythe Racing |

| Année | Champion           | Nationalité | Écurie                     |
| ----- | ------------------ | ----------- | -------------------------- |
| 2004  | Sébastien Bourdais | France      | Newman/Haas Racing         |
| 2005  | Sébastien Bourdais | France      | Newman/Haas Racing         |
| 2006  | Sébastien Bourdais | France      | Newman/Haas Racing         |
| 2007  | Sébastien Bourdais | France      | Newman/Haas/Lanigan Racing |

### Nombre de titres par pilote et par équipe
| # | Pilote             | Nationalité | Titre |
| - | ------------------ | ----------- | ----- |
| 1 | Sébastien Bourdais | France      | 4     |
| 2 | Rick Mears         | États-Unis  | 3     |
| - | Bobby Rahal        | États-Unis  | 3     |
| 4 | Al Unser           | États-Unis  | 2     |
| - | Al Unser Jr        | États-Unis  | 2     |
| - | Alessandro Zanardi | Italie      | 2     |
| - | Gil de Ferran      | Brésil      | 2     |
| 8 | Johnny Rutherford  | États-Unis  | 1     |
| - | Mario Andretti     | États-Unis  | 1     |
| - | Danny Sullivan     | États-Unis  | 1     |
| - | Emerson Fittipaldi | Brésil      | 1     |
| - | Michael Andretti   | États-Unis  | 1     |
| - | Nigel Mansell      | Royaume-Uni | 1     |
| - | Jacques Villeneuve | Canada      | 1     |
| - | Jimmy Vasser       | États-Unis  | 1     |
| - | Juan Pablo Montoya | Colombie    | 1     |
| - | Cristiano da Matta | Brésil      | 1     |
| - | Paul Tracy         | Canada      | 1     |

| # | Équipe                     | Titre | Dernier |
| - | -------------------------- | ----- | ------- |
| 1 | Penske Racing              | 9     | 2001    |
| 2 | Newman/Haas/Lanigan Racing | 8     | 2007    |
| 3 | Chip Ganassi Racing        | 4     | 1999    |
| 4 | Truesports                 | 2     | 1986    |
| 5 | Chaparral Racing           | 1     | 1980    |
| - | Galles-Kraco Racing        | 1     | 1990    |
| - | Team Green Racing          | 1     | 1995    |
| - | Rahal/Hogan                | 1     | 1992    |
| - | Patrick Racing             | 1     | 1989    |
| - | Player's/Forsythe Racing   | 1     | 2003    |

### Rookies of the Year

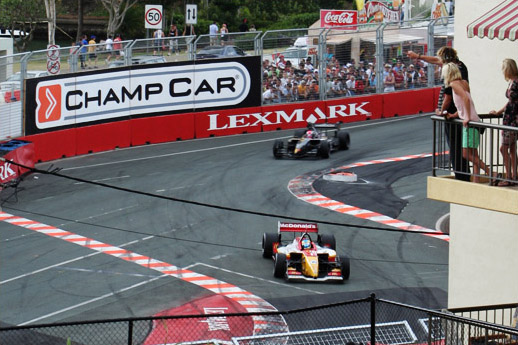
Sébastien Bourdais devant Nelson Philippe en 2006 à Surfers Paradise en Australie

Parmi les pilotes débutants dans la série chaque année, celui qui possédait le plus grand nombre de points à l'issue de la saison était sacré « Rookie of the Year ».
CART Rookies of the Year (1979-2003)
- 1979 -  Bill Alsup
- 1980 -  Dennis Firestone
- 1981 -  Bob Lazier
- 1982 -  Bobby Rahal
- 1983 -  Teo Fabi
- 1984 -  Roberto Guerrero
- 1985 -  Arie Luyendyk
- 1986 -  Dominic Dobson (en)
- 1987 -  Fabrizio Barbazza
- 1988 -  John Jones
- 1989 -  Bernard Jourdain
- 1990 -  Eddie Cheever
- 1991 -  Jeff Andretti
- 1992 -  Stefan Johansson
- 1993 -  Nigel Mansell
- 1994 -  Jacques Villeneuve
- 1995 -  Gil de Ferran
- 1996 -  Alex Zanardi
- 1997 -  Patrick Carpentier
- 1998 -  Tony Kanaan
- 1999 -  Juan Pablo Montoya
- 2000 -  Kenny Bräck
- 2001 -  Scott Dixon
- 2002 -  Mario Dominguez
- 2003 -  Sébastien Bourdais

Champ Car World Series Rookies of the Year (2004-2007)
- 2004 -  A.J. Allmendinger
- 2005 -  Timo Glock
- 2006 -  Will Power
- 2007 -  Robert Doornbos